# Thessaliotide

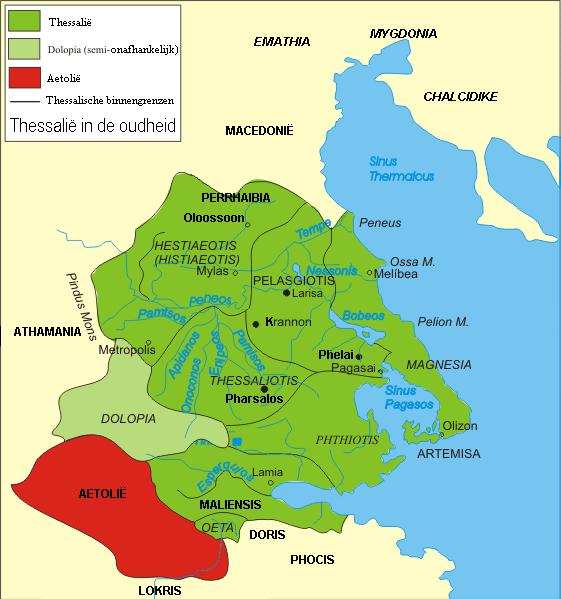
Carte de la Thessalie et de l'Étolie, la Thessaliotide est située au centre de la Thessalie

La Thessaliotide (Θεσσαλιῶτις / Thessaliôtis) est l'un des quatre principaux districts qui composent l'ancienne Thessalie. Les autres sont la Pélasgiotide, l'Histiéotide et la Phthie. 
La Thessaliotide correspond à la plaine centrale de Thessalie et au cours supérieur de la rivière Pénée. Elle aurait été appelée ainsi parce qu'elle a été occupée par les Thesprotes, une tribu venue d'Épire dont le roi légendaire est Thessalos, fils d'Héraclès. Plusieurs autres origines mythologiques ont été proposés par Strabon.
Ses principales cités sont : Pharsale (la plus importante), Peiresiae, Phyllus, Metropolis, Cierium, Euhydrium et Thétonion.